# Prümer Zeughaussturm
Im Prümer Zeughaussturm vom 18. Mai 1849 bewaffneten sich demokratisch gesinnte Anhänger der Revolution von 1848, um die Reichsverfassungskampagne militärisch zu unterstützen. Die Aktion in dem Eifelstädtchen Prüm war – wie der Iserlohner Aufstand und die weiteren Maiaufstände in der Rheinprovinz und anderen Teilen Preußens – eine Folge der Politik König Friedrich Wilhelms IV. von Preußen, der im April 1848 die Kaiserwürde und die Frankfurter Paulskirchenverfassung abgelehnt und den Preußischen Landtag aufgelöst hatte.
Der Aktion vorausgegangen war eine große Volksversammlung mit über 5.000 Teilnehmern, die am 13. Mai 1849 auf der Marienburg an der Mosel stattfand. Die Entscheidung, sich zu bewaffnen, war wesentlich beeinflusst von Karl Grün, einem linksdemokratischen Journalisten und Abgeordneten des Preußischen Landtags. Angeführt von dem Advokaten Victor Schily stürmten fünf Tage später etwa 100 Revolutionäre aus Prüm, Trier, Wittlich, Bitburg und anderen Orten der Region die Waffenkammer der preußischen Landwehr in Prüm. Sie gaben ein paar Schüsse ab, und einige Landwehrleute, die das Waffendepot bewachen sollten, verbrüderten sich mit ihnen. Trotz dieses Erfolgs kam es nicht zu einer revolutionären Erhebung in der Moselgegend. Karl Marx berichtete später, dass die Anführer – Victor Schily und Peter Imandt – mit den Waffen und einigen Männern in die Pfalz gezogen seien, wo sie sich der Reichsverfassungskampagne angeschlossen hätten. Nach der endgültigen Niederschlagung der Revolution im Juli 1849, seien sie in die Schweiz und anschließend 1852 nach London ins Exil gegangen. Otto Schily erklärte, sein Urgroßonkel Victor habe, „… nachdem der Aufstand gescheitert war, die erbeuteten Gewehre eingesammelt und bei den Behörden abgegeben. Er war ein sehr deutscher Revolutionär.“
Von den 43 Personen, die 1850 angeklagt wurden, verurteilte das Landgericht Trier sechs zu fünf Jahren Zwangsarbeit. Ein Militärgericht in Saarlouis verurteilte drei Landsturmsoldaten zum Tode: Johann Manstein aus Laufeld bei Manderscheid, Anton Steilen und Nikolaus Alken aus Prüm hatten sich geweigert, auf die Revolutionäre zu schießen, weil diese ihnen bekannt waren. Am Sonntag, dem 14. Oktober 1849, wurden sie im Fort Rauch der Festung Saarlouis erschossen. Zwei der Anführer Ludwig Simon und Victor Schily, die nach der Niederschlagung der Reichsverfassungskampagne in die Schweiz geflohen waren, wurden 1851 in Abwesenheit zum Tode verurteilt. Karl Grün, der selbst nicht am Sturm teilgenommen hatte, wurde wegen intellektueller Beteiligung festgenommen und angeklagt, nach acht Monaten Haft aber freigesprochen.
Für die in Saarlouis füsilierten Männer wurde in der dortigen Stadtpfarrkirche St. Ludwig
ein Seelenamt abgehalten. Die zahlreiche Beteiligung der Bevölkerung an der Messe kann als eine deutliche Solidaritätsbekundung mit den Hingerichteten und den Zielen der Revolution von 1848 gedeutet werden:

„Gestern Vormittag fand das für die am vorigen Sonntage füsilierten Prümer Landwehrleute veranstaltete feierliche Seelenamt in unserer Pfarrkirche Statt (sic). Man darf wohl sagen, daß (sic) seit langen Jahren keinem Gottesdienst so zahlreich beigewohnt wurde als diesem, da für die Tausende (sic) von frommen Gläubigen aus allen Ständen das Gotteshaus kaum Raum genug darbot. Die Rührung war allgemein und ergreifend; für die Wittwe (sic) und die Waisen wurde reichlich geopfert, und die Thränen (sic) befeuchteten Blicke der frommen Theilnehmer (sic) zeigten mehr als zur Genüge, wie nahe das traurige Loos (sic) der Verblichenen dem Herzen ging. Nachmittags wallte fast die ganze Einwohnerschaft zu den mit Blumen geschmückten Gräbern der Erschossenen, wo mit Erlaubniß (sic) unseres Herrn Festungs-Commandanten auch die noch hier befindlichen Prümer Landwehrleute sich betend einfanden, um daselbst für die Ruhe der Gefallenen die inbrünstigsten Gebete zum Himmel hinauf zu schicken.“

Anlässlich des 160. Jahrestages der Ereignisse verarbeitete der Komponist Christopher Meux sie zu dem Musical „Mai 1849 – Der Prümer Zeughaussturm“.